# 報光寺
報光寺（ほうこうじ）は、愛知県江南市古知野町本郷114にある真宗大谷派の寺院。山号は高雲山。本尊は阿弥陀如来。山門（楼門）は江南市指定文化財、本堂は登録有形文化財。

## 歴史

### 天台宗時代
当初は天台宗であり、鷲林山薬王寺と呼ばれていた。仁寿年間（851年～854年）に慈覚大師が創建したとされるが、やがて廃寺となった。

### 真宗時代
貞永年間（1232年～1233年）に親鸞上人が帰洛した際、この地の住民を教化して念仏道場とした。嘉禎元年（1235年）、親鸞から相続口訣を授けられた性信（性信坊）が再建し、武蔵国浅草の高龍山報恩寺から一字を採って高雲山報光寺とした。永正年間（1504年～1521年）には下総国岡田郡横曽根村（現・常総市）の報恩寺（二十四輩、坂東報恩寺）の9世蓮證が報光寺に入り、恵達の代で二十四輩格を授かった。
安政2年（1855年）、23世の瑞閑が本堂を再建したとされる。東側の通りに面する楼門の山門は、1876年（明治9年）に東春日井郡小牧の正眼寺から買い受けて移築したとされる。

## 境内
- 本堂
- 山門
- 山廊
- 庫裏
- 鐘楼

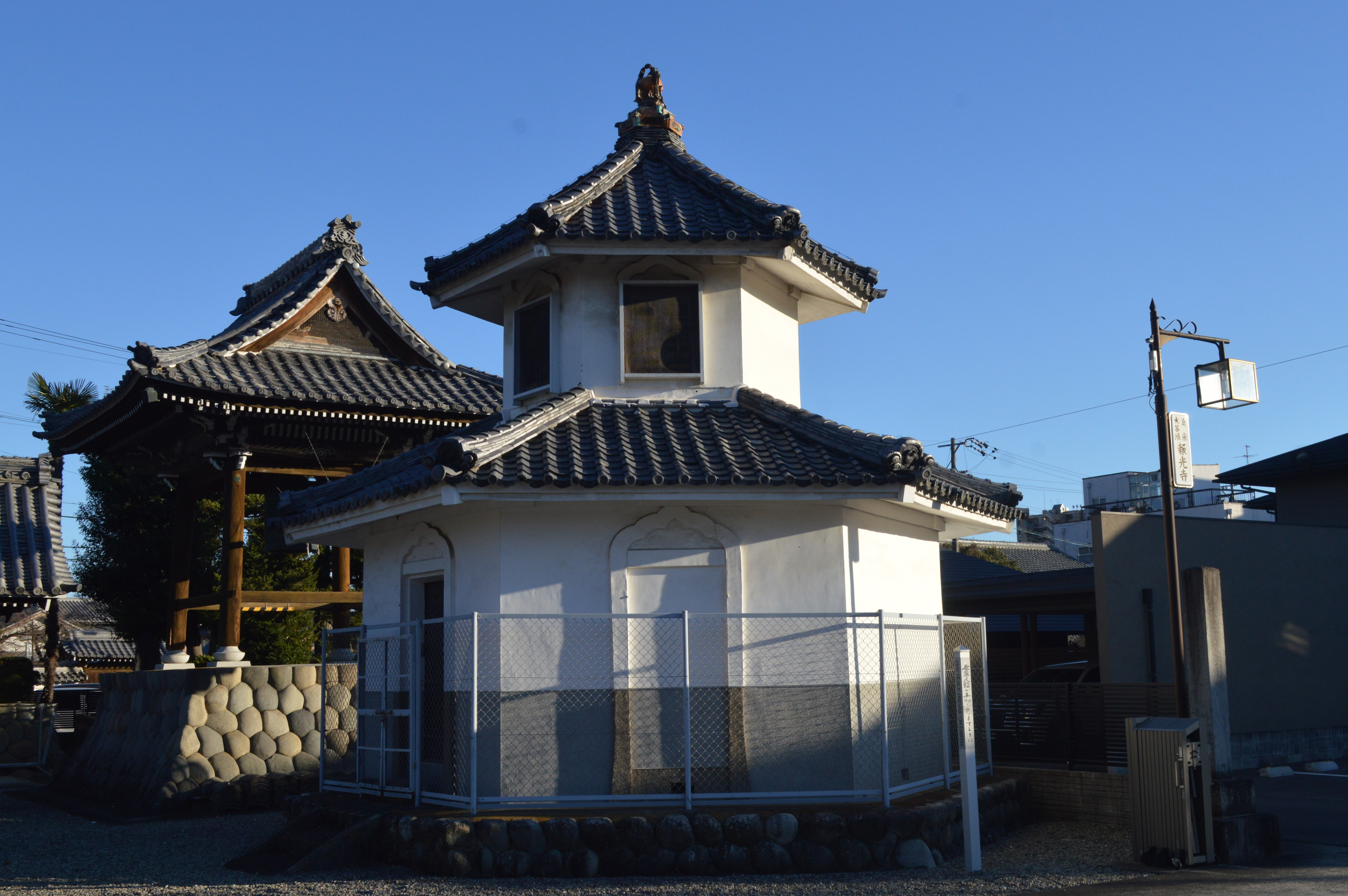
輪蔵
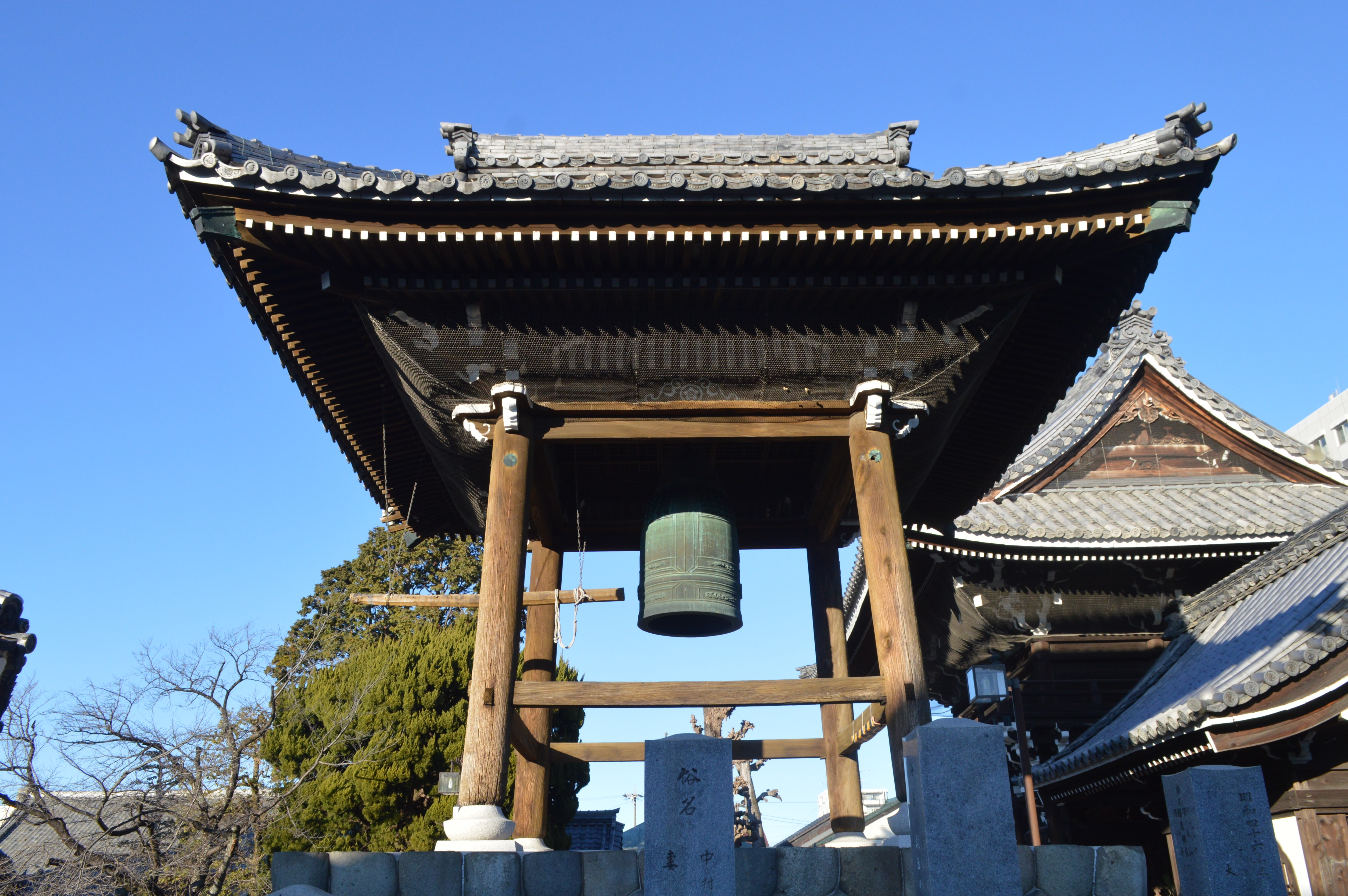
鐘楼
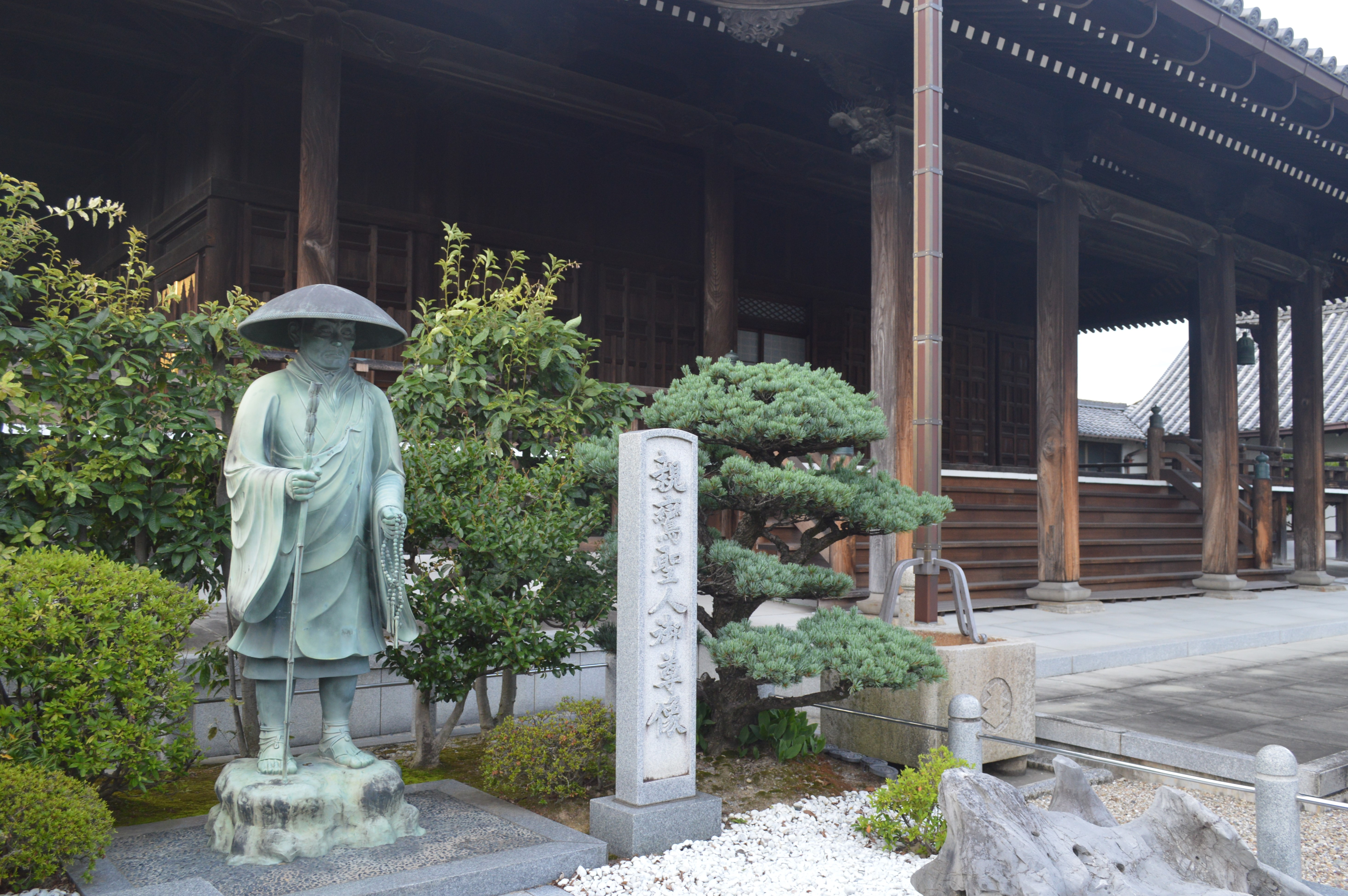
親鸞像

- 輪蔵
- 鐘楼
- 親鸞像

## 文化財

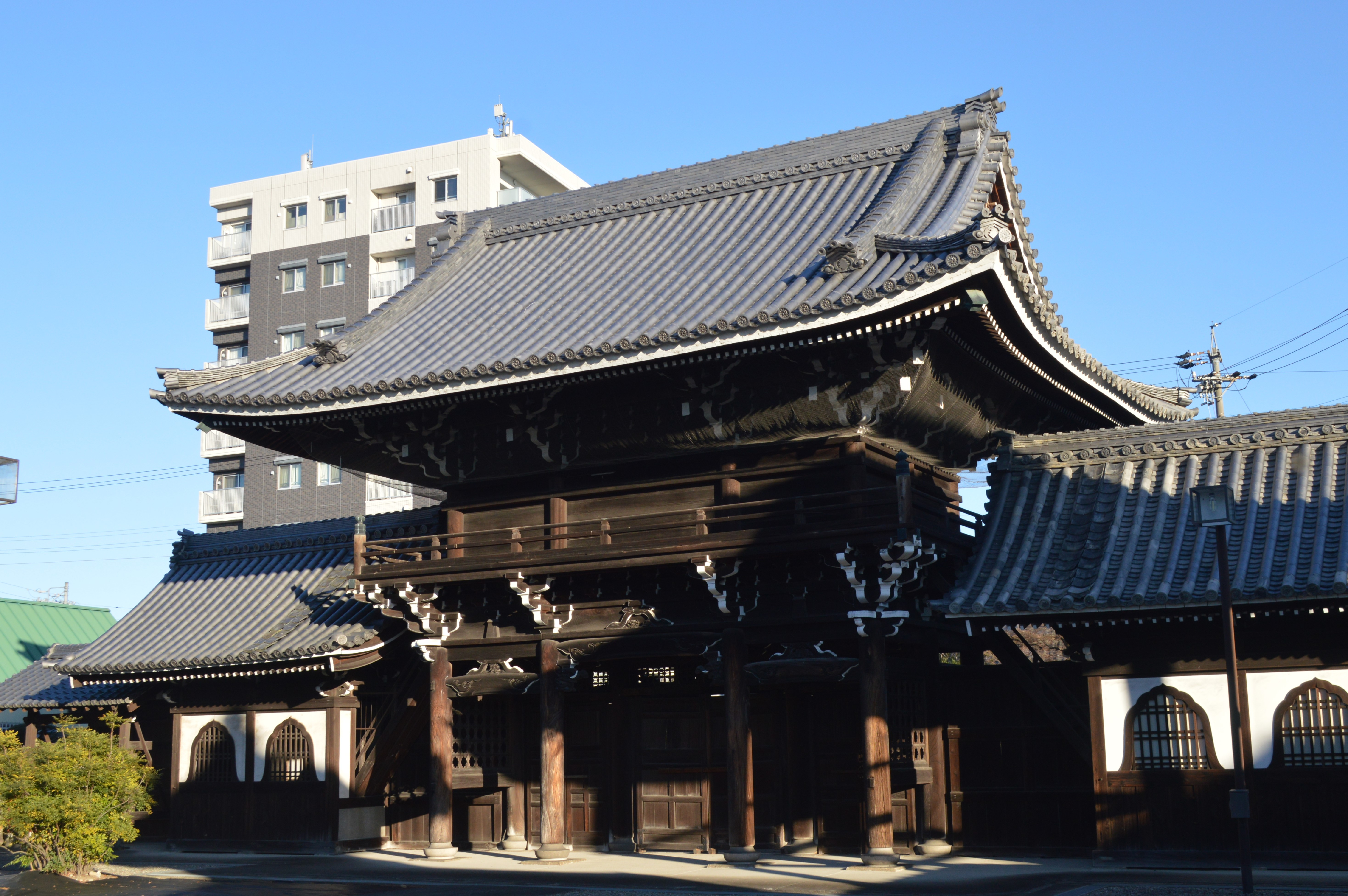
山門

### 市指定文化財
- 報光寺の山門
  - 江南市指定文化財（建造物）。1975年（昭和50年）12月2日指定[2]。
  - 本瓦葺、楼門、欅造[2]。楼門は桁行7.8メートル、梁間6.45メートル[2]。山廊は桁行3.5メートル、梁間3.15メートル[2]。中央に楼門があり、左右に対称の山廊がついている。近世末期に建築されたとされ、楼門の内部には釈迦三尊像が祀られている[2]。

### 登録有形文化財
- 報光寺本堂
  - 登録有形文化財（建造物）。2011年（平成23年）1月26日登録[3]。
  - 桁行11間半、梁行10間半、入母屋造、本瓦葺、3間向拝付の大型の真宗本堂である[1]。広縁と落縁の幅は4.4メートルもあり、軒先まで含めると6メートルを超えている[3]。堂内から広縁に至るまで丸柱（円柱）で構成されている。長らく棟梁は不明とされていたが、近年になって伊藤平左衛門の7世・8世と推定されるようになった[3]。

## 現地情報
所在地
- 483-8273 愛知県江南市古知野町本郷114

交通アクセス
- 名鉄犬山線江南駅から北西に約300メートル。